# Авитохол
Вижте пояснителната страница за други личности с името Авитохол.
Авитохо̀л е легендарен прабългарски владетел. С него започва Именникът на българските ханове: „Авитохол живя триста години. Родът му бе Дуло, а годината Дилом Твирем“. Според текста той се възцарява в годината дилом („змия“), месец твирем („четвърти“), съгласно прабългарския календар. Според тълкуването на Васил Златарски това е 146 година, а според Петър Добрев – 165 година.
Самото име Авитохол, според тълкуванието на стопанския историк Добрев, извършено с помощта на памирските езици, означава „Син на сърната“ (от „Ави“ – сърна; „Тохол“ – дете). Това тълкуване се отхвърля от лингвиста тюрколог проф. Иван Добрев като несъстоятелно, понеже думата „тохол“ е сравнително късна арабска заемка (ﻃﻔﻞ, [tifl] „кърмаче“) в памирските езици. Предложеното от него тълкуване на името е авит-охол, от староиранското pati- „господин, началник, господар; владетел, хан“ и старотюркското ogul „син, чедо“. Всъщност Добрев повтаря изцяло по-старото мнение на Й. Микола и Х. Хаусиг, че Авитохол произлиза от хуно-алтайското avit (ata), aba – прародител (баща, дядо) и oγul – син, потомък, чиято прабългарска форма е ohol. Така мисли и Б. Симеонов. Въображаемата връзка с Атила, се извежда като ata – баща + il – племе, т.е. Атила, на старотюркски: баща на племето.
Съществува хипотеза, според която споменатите в „Именник на българските ханове“ Авитохол и неговия син Ирник трябва да се идентифицират с историческите личности Атила и Ернах. Според Васил Златарски подобно предположение е несъстоятелно, но то се приема от повечето съвременни историци.

## Други
На Авитохол е наречена улица в квартал „Димитър Миленков“ в София (Карта).